# Relationer mellan Australien och Ukraina
Relationer mellan Australien och Ukraina upprättades på diplomatisk nivå 10 januari 1992, efter att Australien erkänt Ukraina 26 december 1991. Ukrainas ambassad i Canberra öppnades 14 april 2003. Australiens ambassad i Kiev öppnades februari 2015.
År 2011 fanns det 38 791 personer i Australien som uppgav sig ha ukrainsk bakgrund.
I dag finns två huvudsakliga tryckta ukrainskspråkiga medier i Australien: Free Thought och Church and Life. Free Thought är den första ukrainskspråkiga tidningen i Ukraina och har publicerats i Sydney sedan 10 juli 1949. Church and Life har publicerats i Melbourne sedan april 1960. Volodymyr Shumskyi, chefredaktör för Free Thought, fick Order of Australia i juni 2009. Det finns två ukrainskspråkiga radiostationer i Victoria, SBS och Three ZZZ.
Ukrainas president Petro Porosjenko gjorde ett officiellt besök till Australien december 2014.
I juni 2012 donerade Australien en miljon euro till Chernobyl Shelter Fund. Australien har försett ukrainska armén med kläder för kallt väder för ett värde på 4 miljoner australiska dollar. Ukraina har vissa sanktioner mot personer som varit delaktiga i det ryska hotet mot Ukrainas suveränitet.
År 2014 var Australiens export till Ukraina värd 114 miljoner australiska dollar. Importen var 34 miljoner australiska dollar.